# 냉혈자
《냉혈자》(冷血者)는 한국에서 제작된 왕호 감독의 1987년 영화이다. 왕호 등이 주연으로 출연하였고 정영식 등이 제작에 참여하였다.

## 출연
- 왕호
- 김상욱
- 홍연의
- 김은남
- 장유순
- 진숙혜
- 하여리
- 유의진
- 임정영
- 왕종
- 왕권
- 사충지
- 진보화
- 이맹정
- 만옥순

## 스탭
- 촬영: 임진환
- 조명: 김석진
- 음악: 진고산
- 촬영보: 이흥렬, 정범수
- 조명보: 전명천, 정순호
- 연출보: 김상욱, 최거엽
- 편집: 현대원
- 녹음: 청맥녹음실
- 현상: 세방현상소
- 무술지도: 왕호사단
- 기획: 오석조
- 제작: 정영식
- 각본·연출: 왕호

### 언급되지 않음
- 녹음: 유창국